# Within and Without
Within and Without è il primo album discografico del musicista statunitense Washed Out, pubblicato nel 2011.

## Tracce
1. Eyes Be Closed – 4:47
2. Echoes – 4:08
3. Amor Fati – 4:26
4. Soft – 5:31
5. Far Away – 4:00
6. Before – 4:46
7. You and I ((con Caroline Polachek)) – 5:13
8. Within and Without – 3:32
9. A Dedication – 4:17